# Jeronim Mileta
Jeronim Mileta (također: Jerolim Mileta) (Šibenik, 17. travnja 1871. – Šibenik,  23. studenog 1947.), hrvatski svećenik.
Član reda franjevaca konventualaca. Zaređen za svećenika 1893. Studirao bogoslovne nauke na rimskom sveučilištu De Propaganda Fide, gdje je doktorirao 1893. Službovao je kao knjižničar Antonianuma u Padovi i vicerektor Seraphicuma u Rimu. Imenovan za šibenskog biskupa 1922.
Godine 1933. osnovao je Bogoslovno sjemenište u Šibeniku. 
U razdoblju NDH u pitanjima vjerskih prelaza inzistirao je na poštovanju pravila Rimokatoličke crkve. Vidi članak Katolička crkva u NDH. U uvjetima talijanske okupacije, pokušavao je brojnim prosvjedima, direktno i preko Svete stolice, zaštititi civilno stanovništvo od terora koje čine talijanska vojska i s njom povezani četnici. (Krišto, str. 351–360)
Vlasti NDH odlikovale su ga Redom za zasluge.